# Osmia cyanoxantha
Osmia cyanoxantha är en biart som beskrevs av Pérez 1879. Osmia cyanoxantha ingår i släktet murarbin, och familjen buksamlarbin. Inga underarter finns listade i Catalogue of Life.